# Мукарабонес (Порторико)
Мукарабонес (шп. Mucarabones) град је у америчкој острвској територији Порторико, острвској држави Кариба.

## Демографија
По попису из 2010. године број становника је 1.561, што је 129 (-7,6%) становника мање него 2000. године.
| Група             | 2000.         | 2010.         |
| Белци             | 16 (0,9%)     | 5 (0,3%)      |
| Афроамериканци    | 204 (12,1%)   | 200 (12,8%)   |
| Азијати           | 6 (0,4%)      | 0 (0,0%)      |
| Хиспаноамериканци | 1.673 (99,0%) | 1.555 (99,6%) |
| Укупно            | 1.690         | 1.561         |